# Hendrick Ramaala
Hendrick Ramaala  (né le 2 février 1972 à Polokwane) est un athlète sud-africain, spécialiste des courses de fond, vainqueur du Marathon de New York en 2004.

## Biographie
Il remporte la médaille d'argent à titre individuel et la médaille d'or par équipes lors des Championnats du monde de semi-marathon 1998 et 1999.
Il participe à quatre Jeux olympiques de 1996 à 2008 et obtient son meilleur résultat aux Jeux de Sydney, en 2000, en terminant 12e de l'épreuve du marathon.
Il détient de 1999 à 2023 le record d'Afrique du Sud du 10 000 m en 27 min 29 s 94, et celui du semi-marathon de 1997 à 2019, en 1 h 0 min 7 s.
En 2004, il remporte le Marathon de New York dans le temps de 2 h 9 min 28 s.

### Palmarès
| Date | Compétition                            | Lieu     | Résultat | Épreuve                     | Temps           |
| ---- | -------------------------------------- | -------- | -------- | --------------------------- | --------------- |
| 1995 | Championnats du monde                  | Göteborg | 17e      | 10 000 m                    | 28 min 00 s 08  |
| 1997 | Championnats du monde                  | Athènes  | 14e      | 10 000 m                    | 28 min 33 s 48  |
| 1997 | Championnats du monde de semi-marathon | Košice   | 2e       | Semi-marathon (par équipes) | 1 h 00 min 24 s |
| 1998 | Championnats du monde de semi-marathon | Zurich   | 2e       | Semi-marathon (individuel)  | 1 h 00 min 24 s |
| 1998 | Championnats du monde de semi-marathon | Zurich   | 1er      | Semi-marathon (par équipes) |                 |
| 1999 | Championnats du monde                  | Séville  | 11e      | 10 000 m                    | 28 min 25 s 57  |
| 1999 | Championnats du monde de semi-marathon | Palerme  | 2e       | Semi-marathon (individuel)  | 1 h 01 min 50 s |
| 1999 | Championnats du monde de semi-marathon | Palerme  | 1er      | Semi-marathon (par équipes) |                 |
| 2000 | Jeux olympiques                        | Sydney   | 12e      | Marathon                    | 2 h 16 min 19 s |
| 2003 | Championnats du monde                  | Paris    | 9e       | Marathon                    | 2 h 10 min 37 s |
| 2004 | Marathon de New York                   | New York | 1er      | Marathon                    | 2 h 09 min 28 s |
| 2007 | Championnats du monde                  | Osaka    | 27e      | Marathon                    | 2 h 26 min 00 s |
| 2008 | Jeux olympiques                        | Pékin    | 44e      | Marathon                    | 2 h 22 min 43 s |

### Divers
- Vainqueur des 20 km de Paris en 1998

### Records
| Épreuve       | Performance    | Lieu           | Date            |
| ------------- | -------------- | -------------- | --------------- |
| 10 000 m      | 27 min 29 s 94 | Port Elizabeth | 22 février 1999 |
| Semi-marathon | 1 h 0 min 7 s  | Košice         | 4 octobre 1997  |
| Marathon      | 2 h 6 min 55 s | Londres        | 23 avril 2006   |